# Commentaria super Usaticis Barchinone

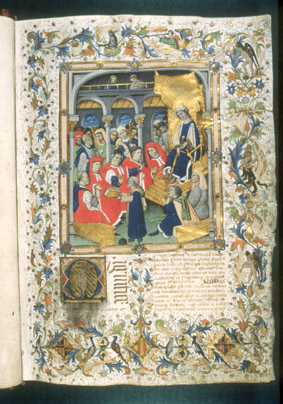
Foli dels Commentaria super Usaticis Barchinone. AHCB
Jaume Marquilles els entrega als Consellers de Barcelona

Commentaria super Usaticis Barchinone és una obra del jurista català Jaume Marquilles sobre els Usatges de Barcelona.

## Autor
Són escasses les dades biogràfiques conegudes de Jaume Marquilles, jurista i eclesiàstic. Nascut a Barcelona el 1367 i mort el 1451, cursà els estudis de jurisprudència a l'Estudi General de Lleida. Exercí algun temps el càrrec de vicari general de la diòcesi de Vic durant el pontificat de Jordi d'Ornós, bisbe d'aquesta seu entre els anys 1424 i 1445. Al final de la seva vida, era prevere a la catedral de Barcelona. A més dels Comentaris dels Usatges de Barcelona, sembla que vers l'any 1450 redactà un nobiliari de Catalunya. D’altra banda, es creia que havia estat també vicecanceller del rei Martí l’Humà, però sembla que aquesta dada no és certa.

## Contingut
En la seva obra, Jaume Marquilles exposa els Usatges de Barcelona i els comenta, de manera que gràcies a aquesta exposició s'han pogut conservar interessants dades sobre el dret consuetudinari català, com ara en quin moment un Usatge en concret fou incorporat a la compilació general dels Usatges de Barcelona.
Jaume Marquilles donà per acabada la seva obra immensa, escrita en llatí, sobre els Usatges de Barcelona, el dimarts 2 d'abril de 1448, regnant el rei Alfons IV, segons fa constar al final de la dedicatòria del llibre als consellers de la ciutat d'aquest any. Els consellers Bernat sa Pila, Pere Romeu, Pere Serra, Berenguer Llull i Felip de Ferrera havien estat elegits el 30 de novembre de 1447, solemnitat de Sant Andreu i dia en què eren escollits anualment els nous consellers de Barcelona. Marquilles afirma en la mateixa dedicatòria que ha complert 81 anys i que no frueix de cap benefici eclesiàstic, llevat d'una capellania a la seu de Barcelona que li dona una renda de més o menys set lliures i mitja.
L'obra fou un encàrrec dels magistrats barcelonins, que encomanaren a Jaume Marquilles una exposició i comentaris dels Usatges de Barcelona, on refondria en una sola compilació tota la producció anterior sobre la matèria escrita per jurisconsults i tractadistes de reconeguda vàlua: Jaume de Montjuïc, Bertran de Seva, Jaume de Vallseca, Jaume Callís i altres.
El jurista Joan-Andreu Riquer, doctor en lleis, jutge de la cort reial i membre del Consell reial, prologà i feu imprimir a les seves despeses, l'any 1505, l'obra de Jaume Marquilles. L'impressor alemany Joan Luschner enllestí l'edició a Barcelona el 7 de setembre.
L'estampació, amb el títol de Comentaria Jacobi de Marquilles super Usaticis Barchinone, és dedicada per l'esmentat Joan-Andreu Riquer a Pere de Cardona, bisbe de la Seu d'Urgell, canceller del Principat de Catalunya. Aquesta primera i bella edició gòtica de 1505 continua essent avui l'única edició existent de l'obra de Jaume Marquilles. La densa tipografia a dues columnes i l'abundància d'abreviatures i de citacions jurídiques, a la manera dels manuscrits coetanis, dificulten la consulta i l'aprofitament de l'obra de Marquilles, que tanmateix reclama fa anys una reedició ben anotada.

## Descripció
L'Arxiu Històric de la Ciutat de Barcelona conserva, entre el seu fons de còdexs, el manuscrit contenint els Comentaris sobre els Usatges de Barcelona que Marquilles va escriure per encàrrec dels magistrats de la ciutat. El còdex és un voluminós llibre de 398 folis, d'uns 405 per 280 mil·límetres cada foli, escrit a dues columnes. La relligadura és moderna, del segle xix, en pell vermella amb ornamentacions florals, estampacions daurades i dos fermalls metàl·lics. En el llom hi ha gravat en caràcters daurats: MARQUILLES. IN USÁTICA [sic!] BARCINONE COMMENTARIA. 1448. La reenquadernació actual, que degué substituir l'antiga relligadura probablement molt malmesa, comportà el retall dels marges del còdex sense afectar-ne l'escriptura perquè els marges són molt generosos; en canvi, resultà afectada la foliació dels primers 197 folis, desapareguda i substituïda recentment per una numeració amb llapis. L'enquadernador posà bona cura de no retallar els marges del primer foli, completament omplert d'ornamentació i que conté en la seva part central una miniatura extraordinària; afortunadament, el marge exterior dret del còdex fou doblegat cap endins per salvar-lo del tall de la guillotina.
La documentació de l'Arxiu Històric de la Ciutat de Barcelona permet saber detalls de la història externa del manuscrit, així com algunes quantitats que el clavari de la ciutat anava pagant a compte del llibre: a uns pergaminers per la compra de les pells, al copista del llibre, a l'enquadernador, etc. L'escriptura del còdex és obra del copista Joan Esteve, segons fa constar ell mateix en l'explicit del llibre, en el darrer foli: Qui me scribebat Johannes Stephani nomen habebat, cui Deus det suam gratiam et post mortem vitam eternam. Amen.

### Il·lustracions
El primer foli del manuscrit que segueix els vuit que contenen el seu índex, és ocupat en la seva totalitat per una gran il·lustració que emmarca les primeres tretze ratlles del text escrit. La miniatura central es presenta rodejada de grans orles decorades amb elements florals que omplen completament els marges i en els quals s'hi distribueixen una gran varietat d'ocells i altres animals, així com petits personatges alats i músics. La caplletra M de Magnifice conté en el seu interior la figura del Crucificat.
La gran miniatura central representa el moment en què Jaume Marquilles fa lliurament als cinc consellers de Barcelona del seu llibre ja acabat, en presència d'un mandatari assegut en el seu tron i sostenint a les mans una gran espasa, personatge que s'ha volgut identificar amb la reina Maria, muller i lloctinent general del rei Alfons, aleshores resident a Nàpols.
Aquesta miniatura ha suscitat molta discussió entre els estudiosos no solament sobre la seva problemàtica autoria, sinó també sobre la possibilitat que pugui representar un acte realment acomplert, amb els personatges retratats amb autenticitat.
A partir d'un assentament de comptes una mica ambigu, avui s'admet generalment que el pintor barceloní de retaules Bernat Martorell hauria preparat la composició de l'escena, mentre que Bernat Rauric, il·luminador de llibres, també barceloní i ben documentat en altres treballs, hauria executat materialment la representació de l'obra, i també hauria enllestit les caplletres, l'índex, els calderons i altres elements decoratius.